# MTTF
| Sigles de 2 caractères   |
| Sigles de 3 caractères   |
| ► Sigles de 4 caractères |
| Sigles de 5 caractères   |
| Sigles de 6 caractères   |
| Sigles de 7 caractères   |
| Sigles de 8 caractères   |

MTTF est, selon le cas, le sigle de :
- mean time to failure, soit le temps moyen de bon fonctionnement d'un équipement ou d'un système jusqu'à la panne (c'est-à-dire entre la fin d’une panne et le début d’une autre)[1],[2];
- mean time to fix, soit le temps moyen entre la détection et la résolution d'un problème[3] (s'emploie en informatique logicielle).